# Kanton Blois-3
Kanton Blois-3 (francouzsky Canton de Blois-3) je francouzský kanton v departementu Loir-et-Cher v regionu Centre-Val de Loire. Tvoří ho pouze část města Blois.